# Giovanni d'Athanasi
Ne doit pas être confondu avec Giovanni Anastasi ou Giovanni d'Anastasi.
Giovanni d'Athanasi ou Giannis Athanasiou (en grec : Γιάννης Αθανασίου, ou Yannis Athanasiou) (Myrina (Lemnos), 1798 - Londres, 19 décembre 1854) est un égyptologue et marchand d'art grec.

## Biographie
Fils d'un commerçant de Lemnos, il arrive avec son père en Égypte dès 1809. Il travaille comme interprète pour le consul général britannique Ernest Missett (en) au Caire (1813-1815) puis pour son successeur Henry Salt.
Avec Giovanni Battista Belzoni, il devient l'un des pourvoyeurs d'antiquités du consul et pour lui effectue des fouilles à Thèbes de 1817 à 1827. En mars 1817, il découvre avec Belzoni à Louxor la tête monumentale de Ramsès II. Il visite ensuite Abou Simbel et Philæ et, lors des fouilles de la vallée des Rois découvre la tombe KV30.
Toujours avec Belzoni, il tente ensuite de découvrir l'entrée de la pyramide de Khéphren (1818) puis voyage à l'Est d'Esna sur les traces de Frédéric Cailliaud. En 1820, il découvre la chapelle funéraire de Nebamon et en 1824 sur l'île Éléphantine un nilomètre.
Constituant ensuite ses propres collections, il les vend à Londres de 1837 à 1845 mais finit sa vie dans la misère.

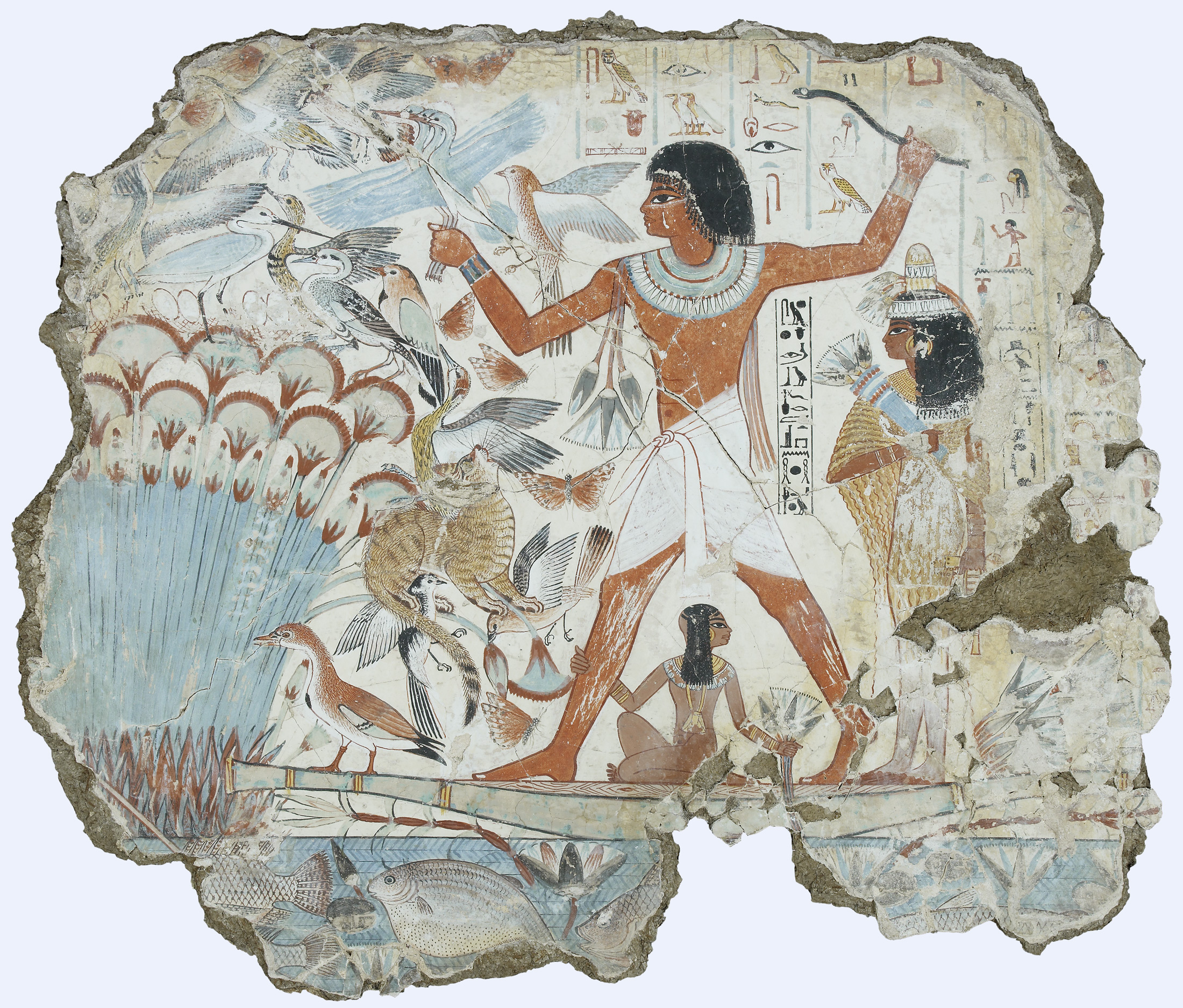
Scène de chasse dans les marais (Tombe de Nebamon)
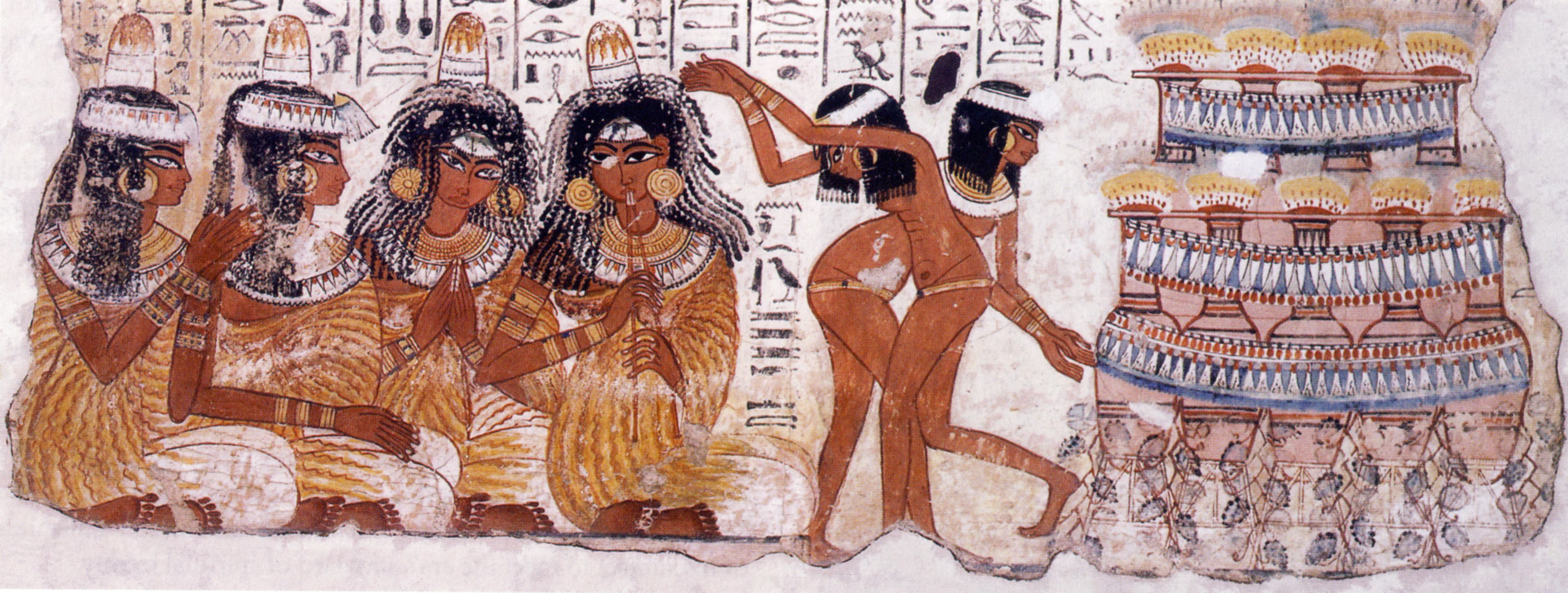
Danseurs et musiciens (Tombe de Nebamon)

## Travaux
- A Brief Account of the Reseraches and Discoveries in Upper Egypt made under the Direction of H. Salt esq. To which is added a detailed Catalogue of Mr. Salt Collection of Egyptian Antiquities, Londres, 1836